# Palais de la Zisa
Le palais de la Zisa ou la Zisa est un château de la seconde moitié du XIIe siècle, situé dans la partie ouest de Palerme, en Sicile. Depuis 1991, la Zisa abrite le Musée d'art islamique. Depuis le 3 juillet 2015, il fait partie du patrimoine mondial (UNESCO) dans le cadre de la Route arabo-normande Palerme, Monreale et Cefalù.

## Histoire
Représentatif de l’art arabo-normand du royaume siculo-normand, ce monument très bien conservé, est construit à partir de l’an 1164 à la demande du roi normand Guillaume Ier de Sicile dit le « Mauvais » et achevé en 1170, sous le règne de son fils et successeur, le roi Guillaume II de Sicile le « Bon ». Ce palais de plaisance à trois étages tire son nom de l’arabe : « La Zisa » en italien vient de « al-Azîz », signifiant « La Splendeur ». Ce mot est, selon la coutume habituelle pour les principaux édifices islamiques de l’époque, gravé en calligraphie naskh, à l’entrée. L’architecture de ce monument est faite d’influences multiples, caractéristique de l’art arabo-normand sicilien : influences occidentales et orientales à la fois, de l’architecture normande à l’art byzantin en passant surtout par l’art islamique. 
La Zisa, lieu de résidence d’été où le roi a peut-être même un harem (en tout cas de nombreuses femmes), est dotée d’un véritable système de climatisation unique en Occident à l’époque, système de climatisation semblant inspiré des anciennes techniques de construction égyptiennes et mésopotamiennes. En effet, La Zisa est conçue de telle manière qu’un courant d’air frais et humide circule en permanence à l’intérieur de l’édifice, grâce à un ingénieux système de ventilation. Comme dans les palais orientaux, l’air est constamment rafraîchi et humidifié au contact de l’eau des fontaines et des petits canaux installés dans le pavement de la grande salle située au rez-de-chaussée. À côté de La Zisa est également construit un édifice thermal et une petite église palatiale. 
Au XIVe siècle, des merlons ont été ajoutés en détruisant en partie l’inscription en caractères coufiques qui embellissait la partie supérieure de l’édifice. Des modifications plus substantielles ont été introduites au XVIIe siècle, lorsque la Zisa, réduite à de très mauvaises conditions, fut achetée par Giovanni di Sandoval e Platamone, marquis de S. Giovanni la Mendola, prince de Castelreale, Seigneur de la Mezzagrana et de la Zisa. On voit son blason en marbre avec deux lions au-dessus de l’entrée. Plusieurs salles intérieures ont été modifiées et d’autres ajoutées au plafond ; un grand escalier fut construit, ainsi que de nouvelles fenêtres extérieures.
De 1808 à 1950 le bâtiment servit de résidence aux comtes Notabartolo di Sciara. 
Acquise par la Région de Sicile et restaurée dans les années 1970 et 1980 (la partie nord écroulée en 1971 a été reconstruit selon les lignes d’origine), la Zisa est actuellement ouverte aux touristes. Certaines pièces abritent des objets d’art islamique, des outils et des artéfacts de la région méditerranéenne. La pièce la plus remarquable est la salle centrale, avec une décoration en mosaïque : elle comportait autrefois également une fontaine, à partir de laquelle l’eau coulait à l’extérieur.
Dans ce bâtiment au décor luxueux, les rois normands, bien que princes chrétiens, vivent complètement à l’orientale, se comportant comme de véritables princes arabes, dans le cérémonial jusque dans leurs vêtements et parures et ainsi que dans leur mode de vie, attitude que nombre de personnes et d’hommes d’Église ne manquèrent pas de critiquer.

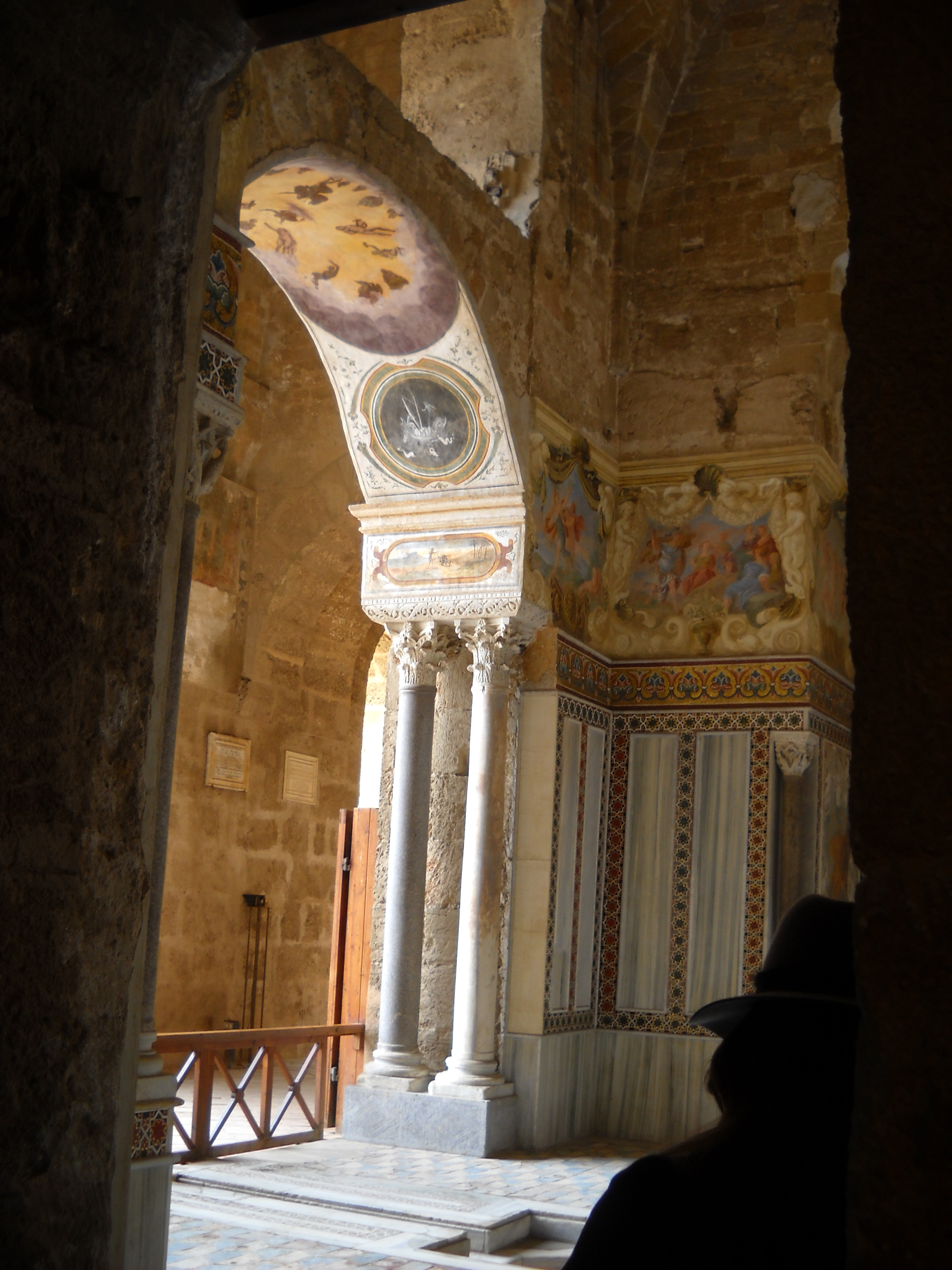
La Zisa: détail de l'arc de portique, dans le hall principal
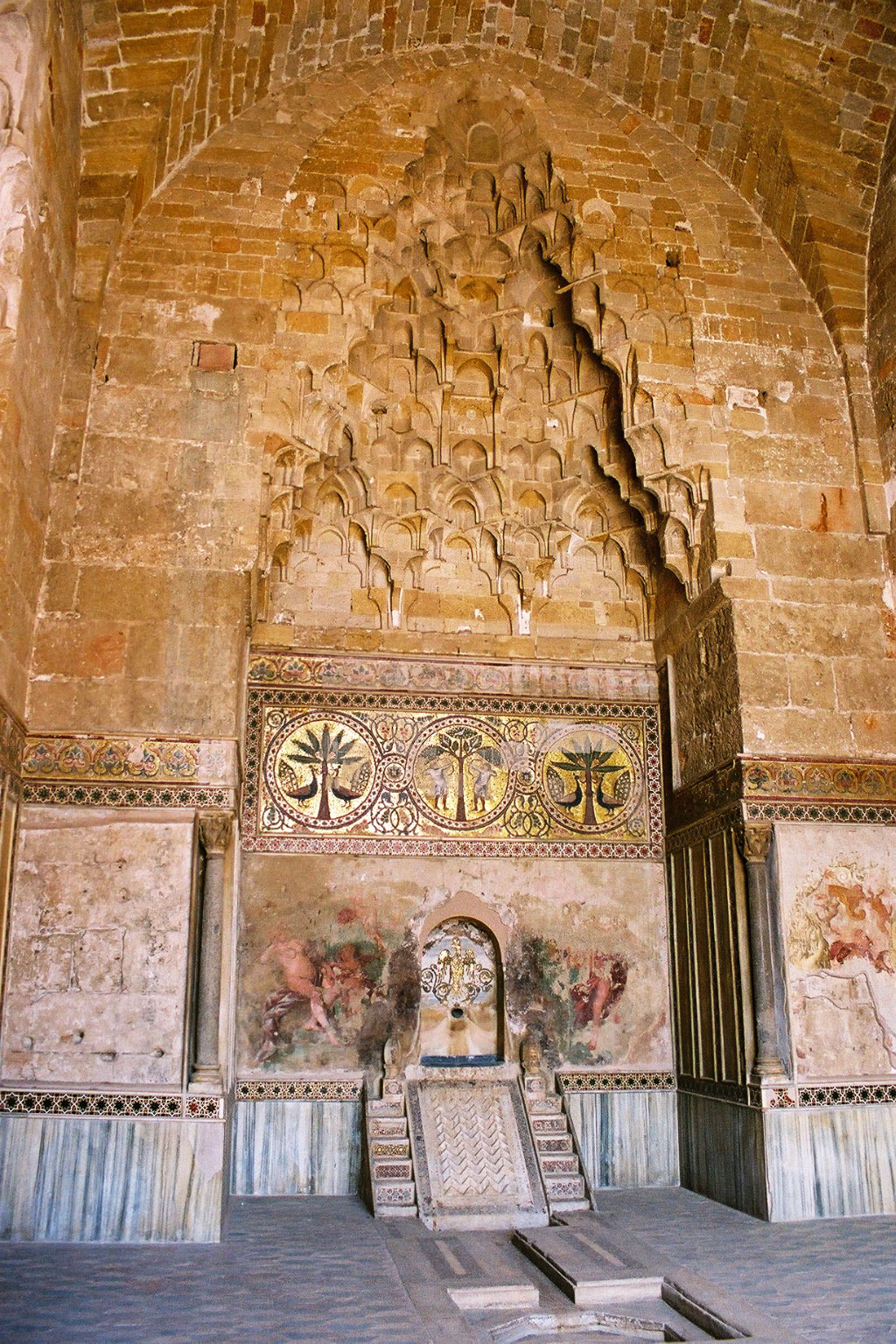
Niche avec fontaine dans le hall principal.
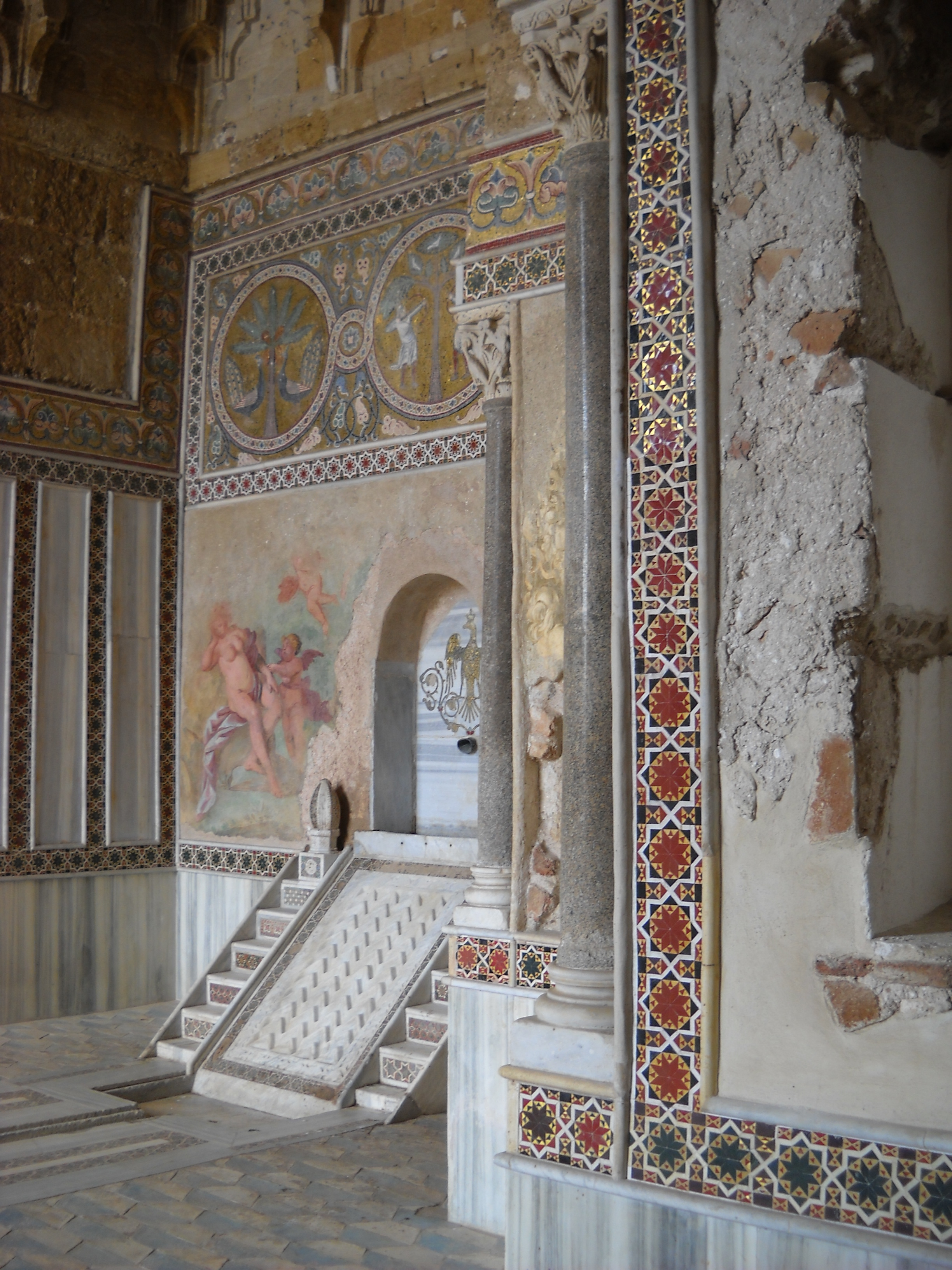
Niche dans le porche, dans le hall principal,  vision latérale droite
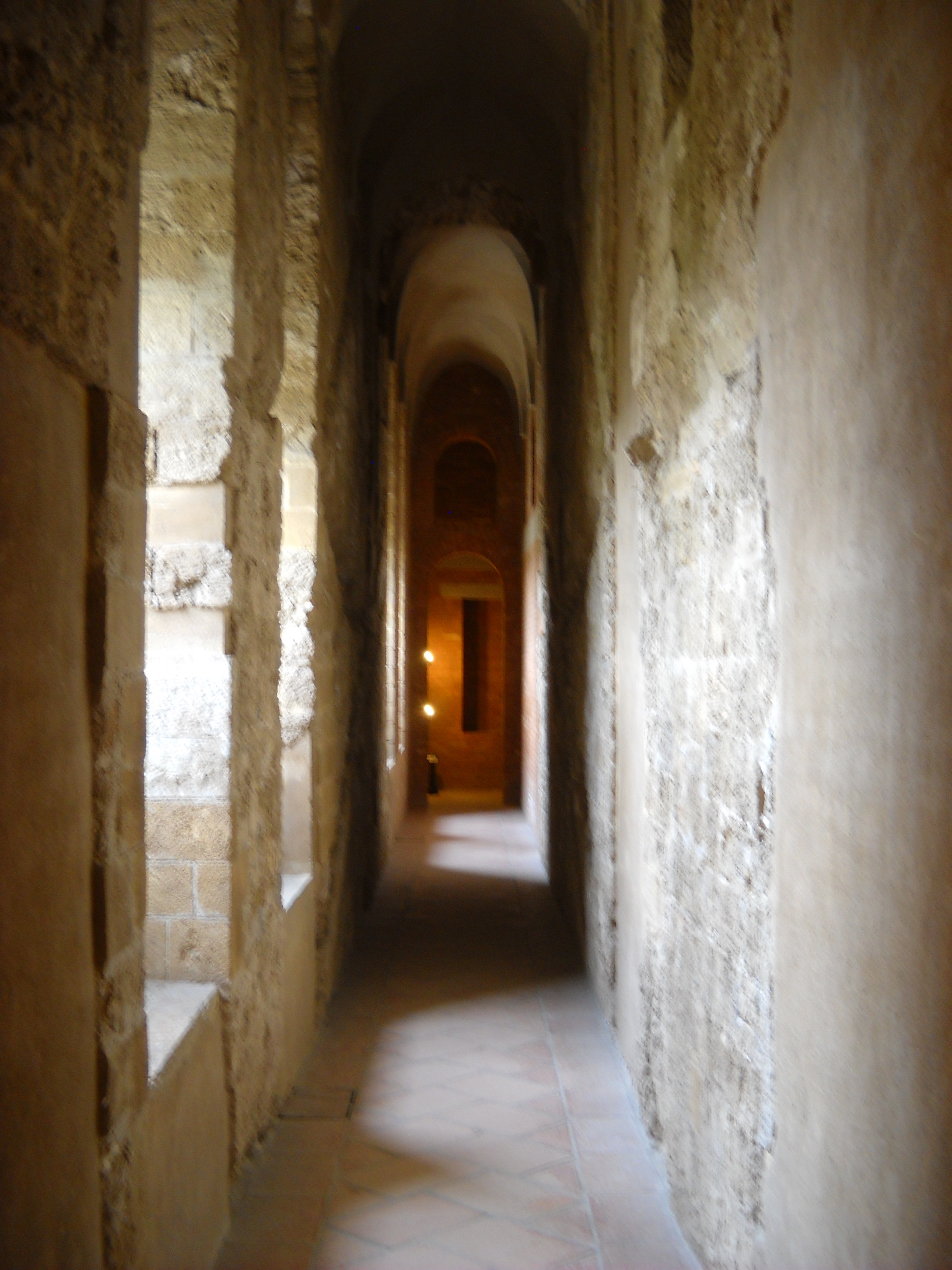
Couloir reliant les deux ailes du palais
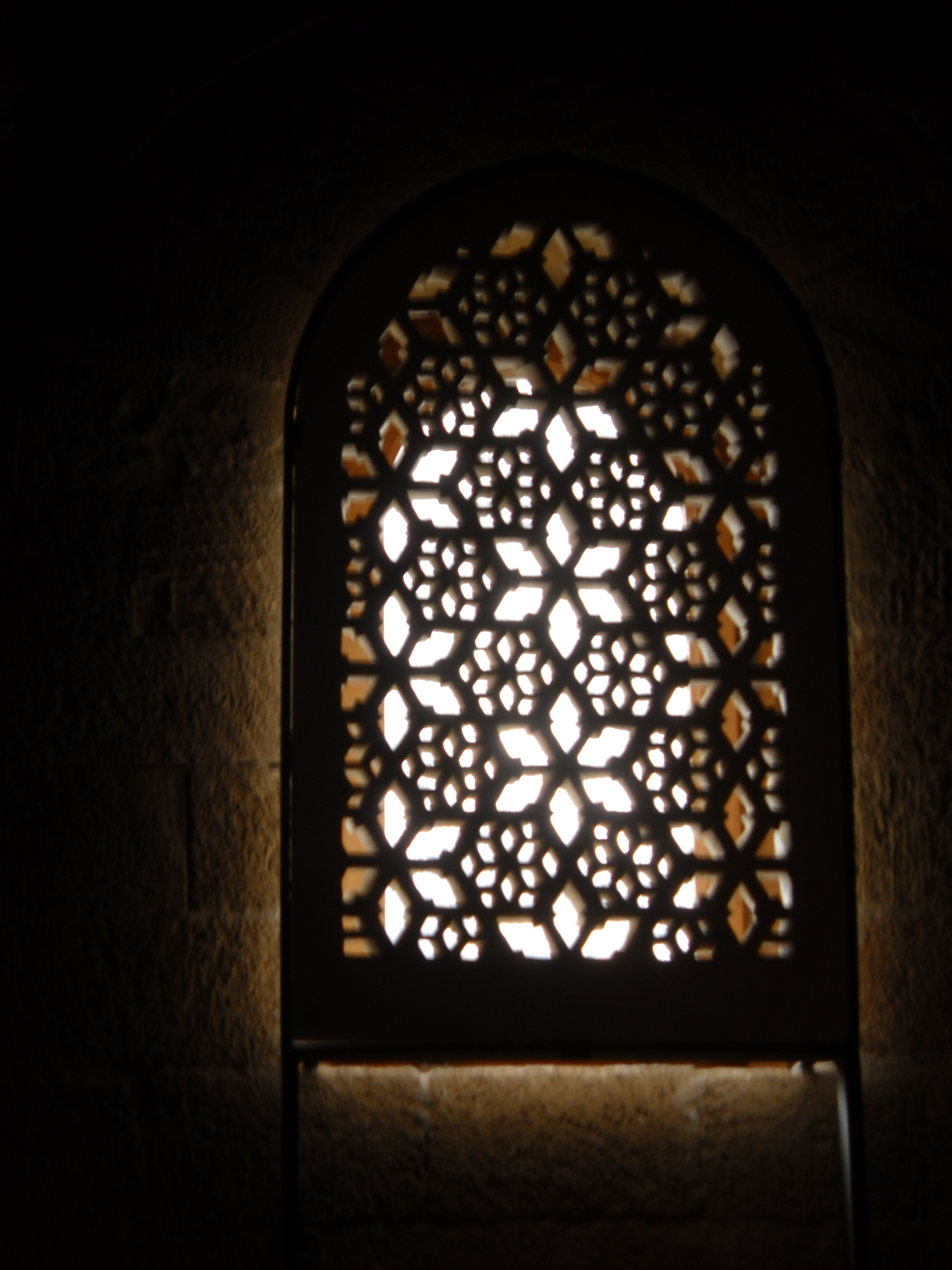
Fenêtre intérieure avec moucharabieh
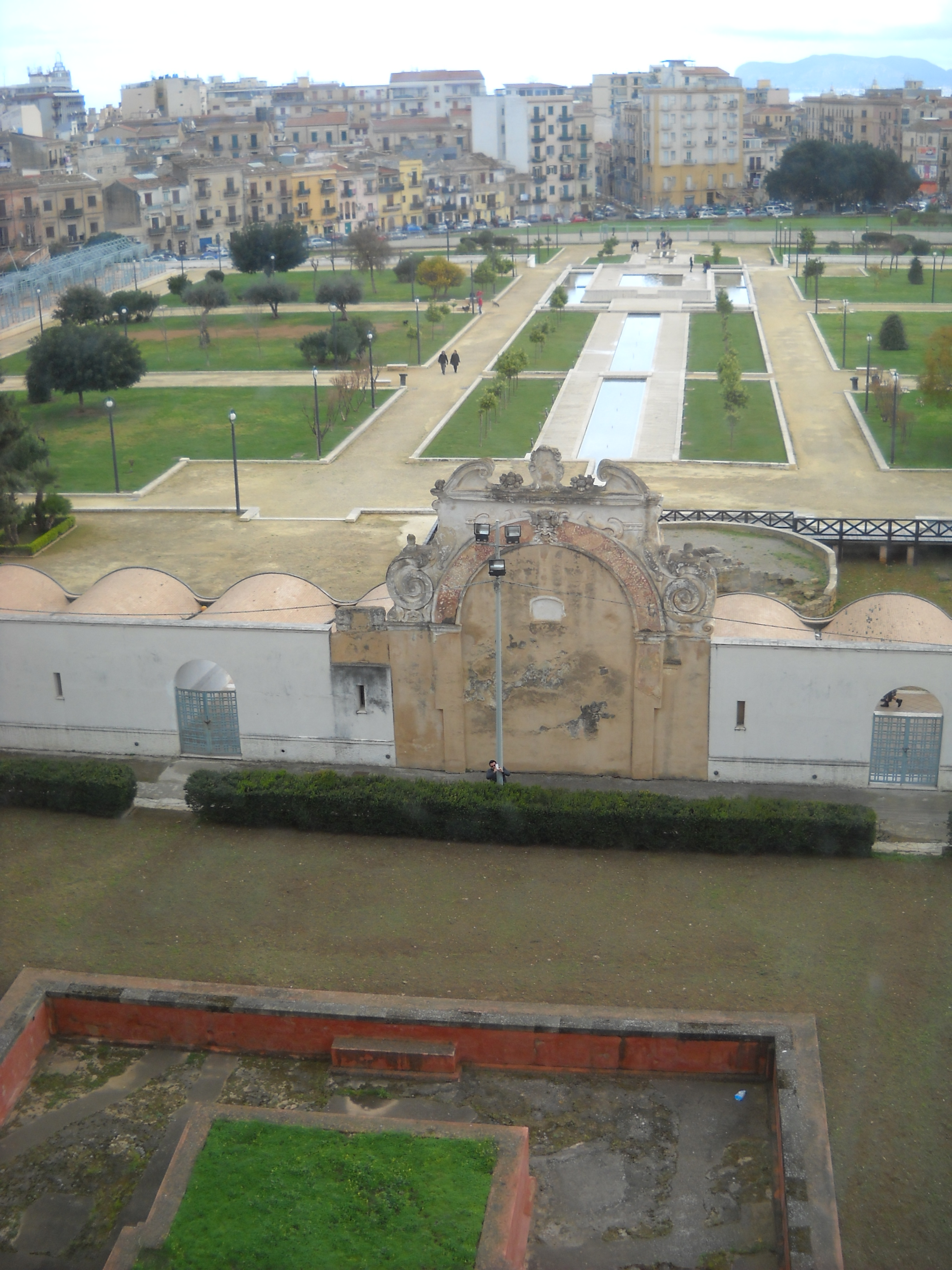
Vue sur le jardin et le système de réservoirs
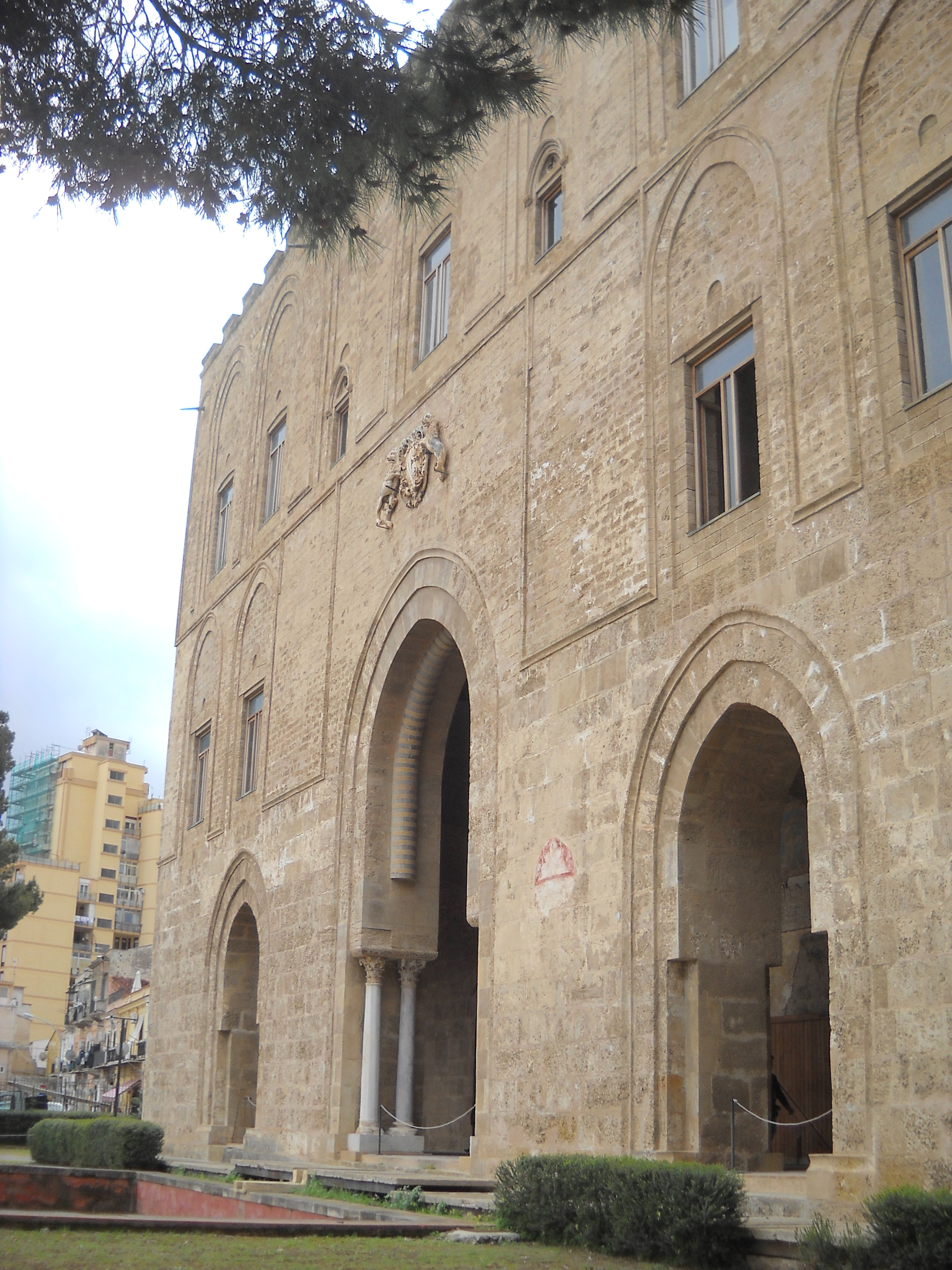
Vue du côté droit